# Popis hrvatskih veleposlanika u Kuvajtu
Republika Hrvatska i Država Kuvajt održavaju diplomatske odnose od 8. listopada 1994. Sjedište veleposlanstva je u Kuwaitu.

## Veleposlanici
Veleposlanstvo Republike Hrvatske u Državi Kuvajt osnovano je odlukom predsjednice Republike od 10. travnja 2015.
| Veleposlanik     | Postavljenje        | Opoziv              | Sjedište |
| ---------------- | ------------------- | ------------------- | -------- |
| Drago Štambuk    | 1. travnja 1999.    | 31. listopada 2000. | Kairo    |
| Ivica Tomić      | 14. siječnja 2002.  | 14. studenoga 2005. | Kairo    |
| Dražen Margeta   | 26. listopada 2006. | 31. prosinca 2010.  | Kairo    |
| Tomislav Bošnjak | 5. veljače 2013.    | 12. kolovoza 2017.  | Doha     |
| Amir Muharemi    | 1. listopada 2018.  |                     | Kuvajt   |

## Vanjske poveznice
- Kuvajt na stranici MVEP-a